# Lançon (Hautes-Pyrénées)
Lançon ist eine französische Gemeinde mit 30 Einwohnern (Stand 1. Januar 2022) im Département Hautes-Pyrénées in der Region Okzitanien (vor 2016: Midi-Pyrénées). Sie gehört zum Arrondissement Bagnères-de-Bigorre und zum Kanton Neste, Aure et Louron.
Die Einwohner werden Lançonnais und Lançonnaises genannt.

## Geographie
Lançon liegt circa 27 Kilometer südöstlich von Bagnères-de-Bigorre in der historischen Provinz Quatre-Vallées.
Umgeben wird Lançon von den sechs Nachbargemeinden:
| Cadéac  | Arreau                                      |                 |
| Grézian | Kompassrose, die auf Nachbargemeinden zeigt | Cazaux-Debat    |
|         | Gouaux                                      | Bordères-Louron |

Der höchste Punkt des Gemeindegebiets liegt auf dem Gipfel des Peyre Blanque im Süden des Gemeindegebiets (1365 m).
Lançon liegt im Einzugsgebiet des Flusses Garonne. Der Ruisseau de Bacarisse, auch Ruisseau de Garenne genannt, entspringt auf dem Gebiet der Gemeinde und mündet in der westlichen Nachbargemeinde Grézian in die Neste.

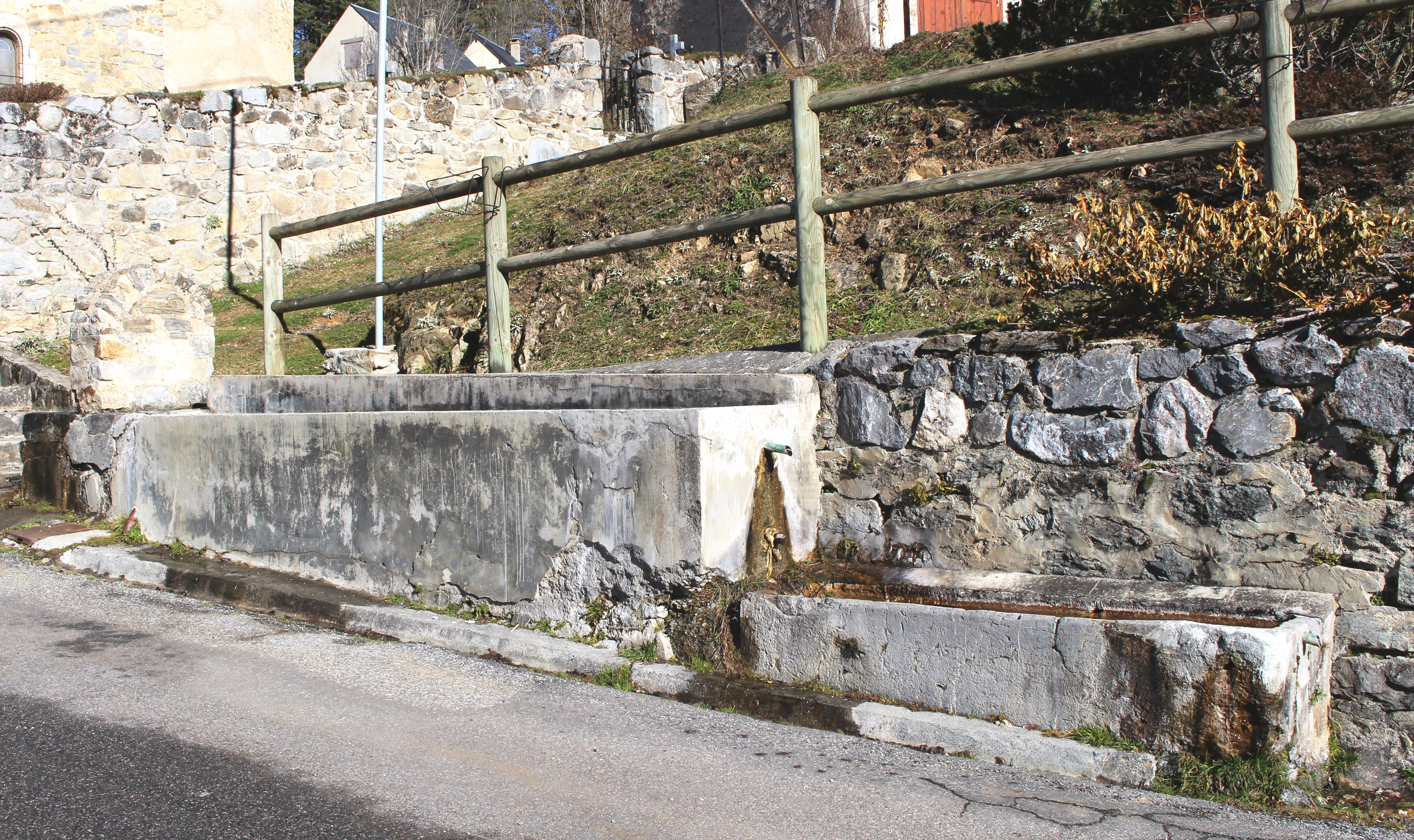
Brunnen in Lançon

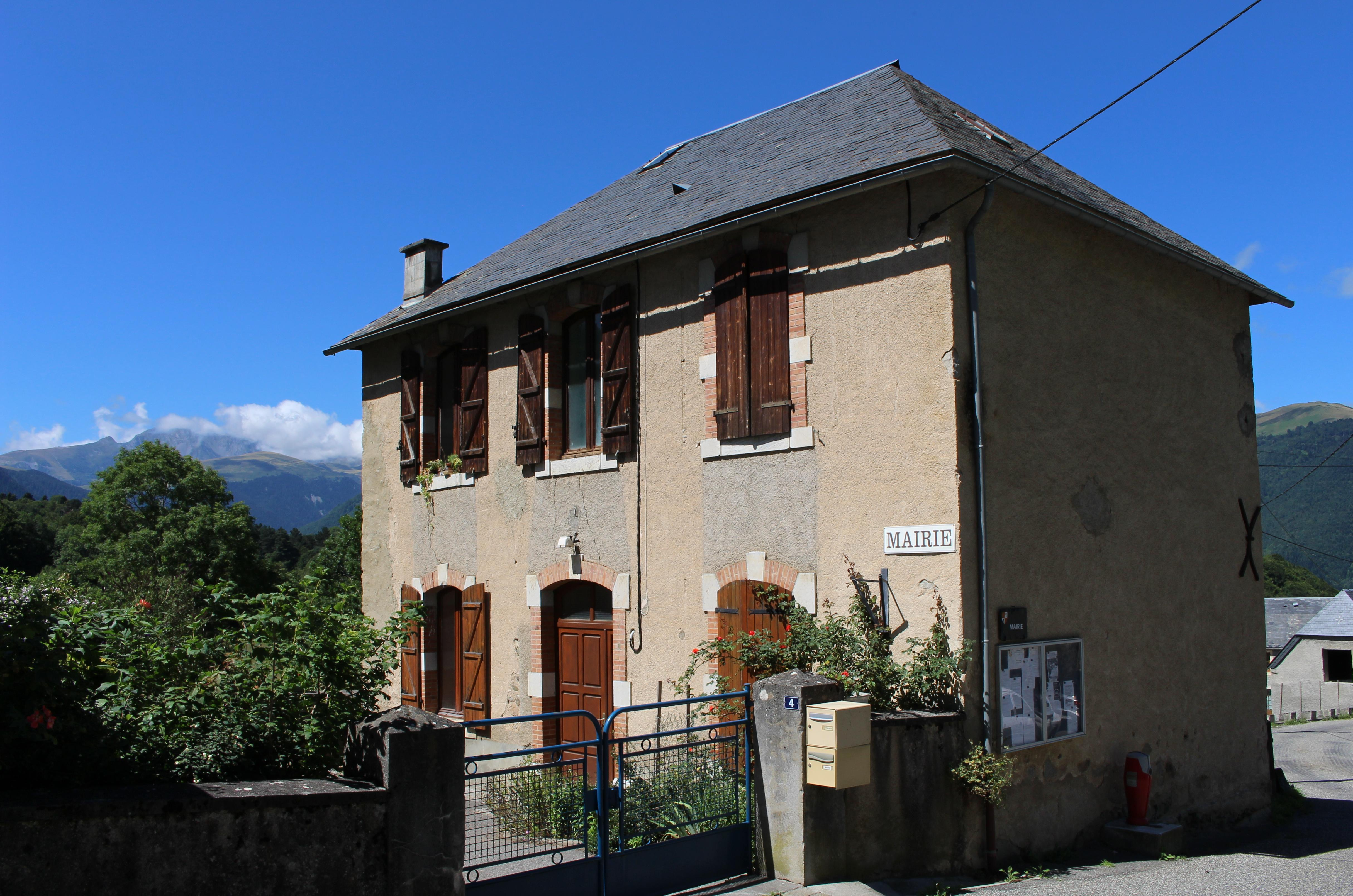
Bürgermeisteramt (Mairie) von Lançon

## Toponymie
Der okzitanische Name der Gemeinde heißt Lançon.
Seinen Ursprung hat er von einem Landgut in der Antike. Er leitet sich vom lateinischen Eigennamen Lancius oder Lantius mit dem Suffix -onem („Landgut des Lancius“ bzw. „Landgut des Lantius“) ab.
Toponyme und Erwähnungen von Lançon waren:
- De Lampsono (1387, Kirchenregister des Comminges),
- Lanson (1767, Larcher, Kopialbuch des Comminges),
- Lanson, (1750 und 1790, Karte von Cassini  bzw. Département 1),
- Lançon (1793, Notice Communale),
- Laucon (1801, Bulletin des lois).[3][4][5]

## Einwohnerentwicklung
Nach Beginn der Aufzeichnungen stieg die Einwohnerzahl bis zur ersten Hälfte des 19. Jahrhunderts auf einen Höchststand von rund 105. In der Folgezeit sank die Größe der Gemeinde bei kurzen Erholungsphasen bis zu den 1960er Jahren auf rund 20 Einwohner, bevor sich Phase mit moderatem Wachstumsphase einstellte, die größtenteils noch anhält.
| Jahr      | 1962 | 1968 | 1975 | 1982 | 1990 | 1999 | 2006 | 2011 | 2022 |
| --------- | ---- | ---- | ---- | ---- | ---- | ---- | ---- | ---- | ---- |
| Einwohner | 20   | 18   | 19   | 27   | 31   | 30   | 28   | 36   | 30   |

## Pfarrkirche Sainte-Eulalie
Die der heiligen Eulalia von Mérida geweihte Kirche bewahrte Elemente aus der Romanik des 12. Jahrhunderts, der halbrunde Chor mit einem Kesselgewölbe, das Querschiff mit einem Tonnengewölbe und die Säulen des Hauptschiffs. Das Gewölbe des Hauptschiffs und das Eingangsportal sind hingegen im gotischen Stil errichtet. Das Hauptschiff, der Glockenturm und die nördliche Seitenkapelle sind im Jahre 1533 errichtet worden, wie die entsprechende Jahreszahl auf einem der Pfeiler zwischen der Kapelle und des Hauptschiffs belegt. Die südliche Seitenkapelle wurde im 19. Jahrhundert hinzugefügt. Die Seitenkapellen und das Erdgeschoss der Vorhalle unter dem Glockenturm sind mit einem Kreuzrippengewölbe versehen, wobei die Schlusssteine in der Vorhalle mit Lilien, die Kapitelle mit Menschenköpfen verziert sind. Der polygonale Glockenturm mit einem polygonalen Helm wird von einem runden Treppenturm flankiert. Die Kirche ist seit dem 20. Juli 1979 als Monument historique eingeschrieben.

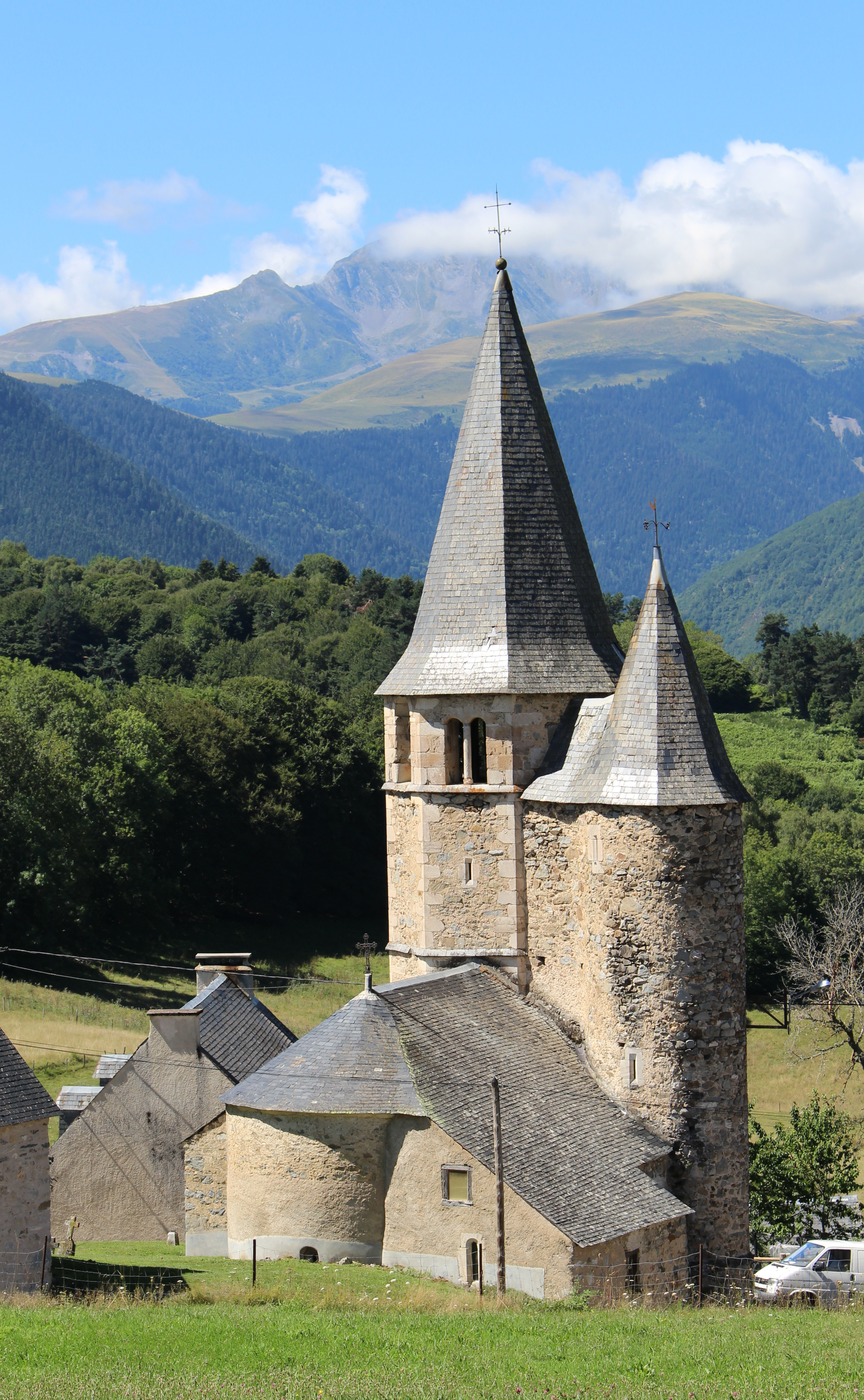
Pfarrkirche Sainte-Eulalie
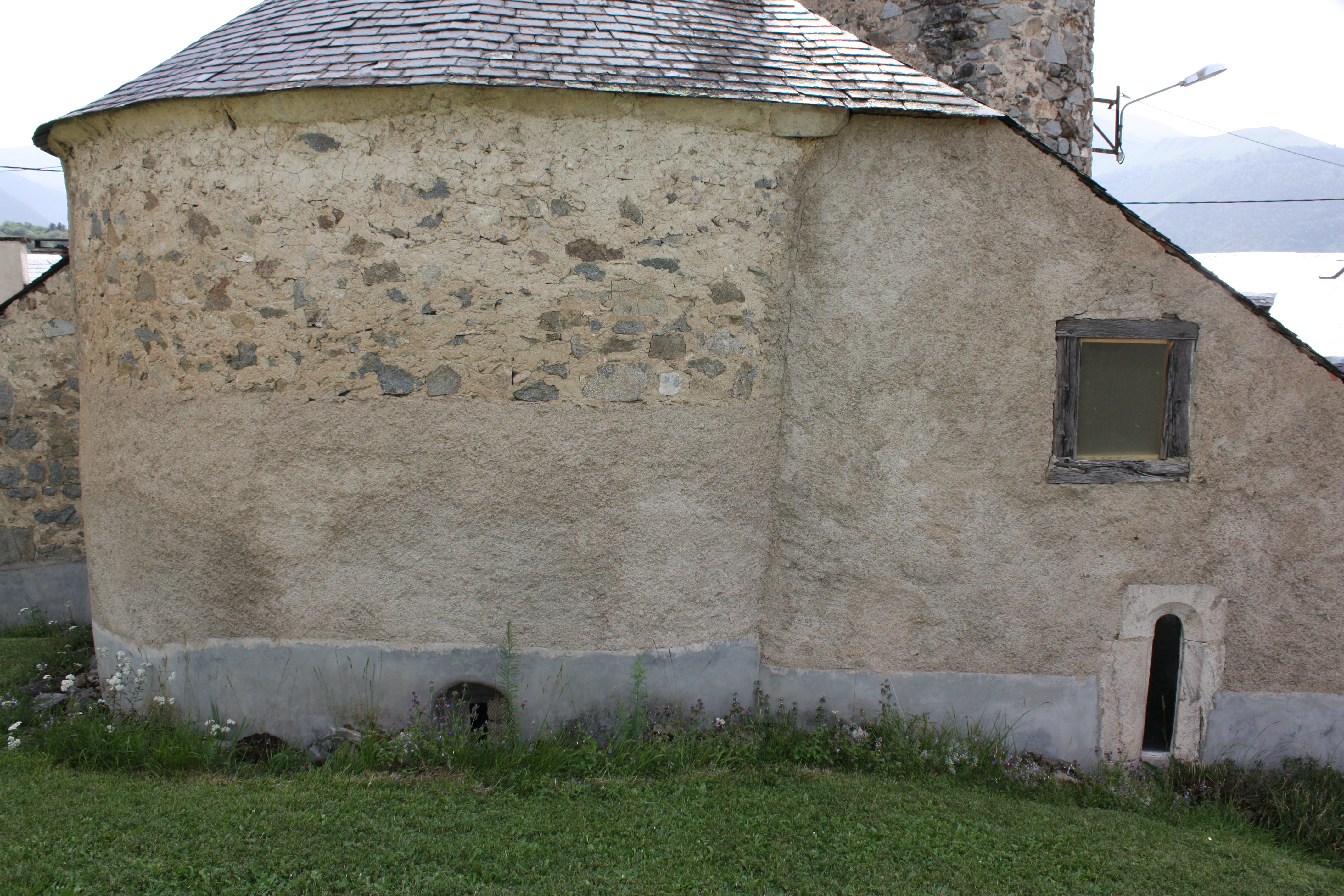
Apsis
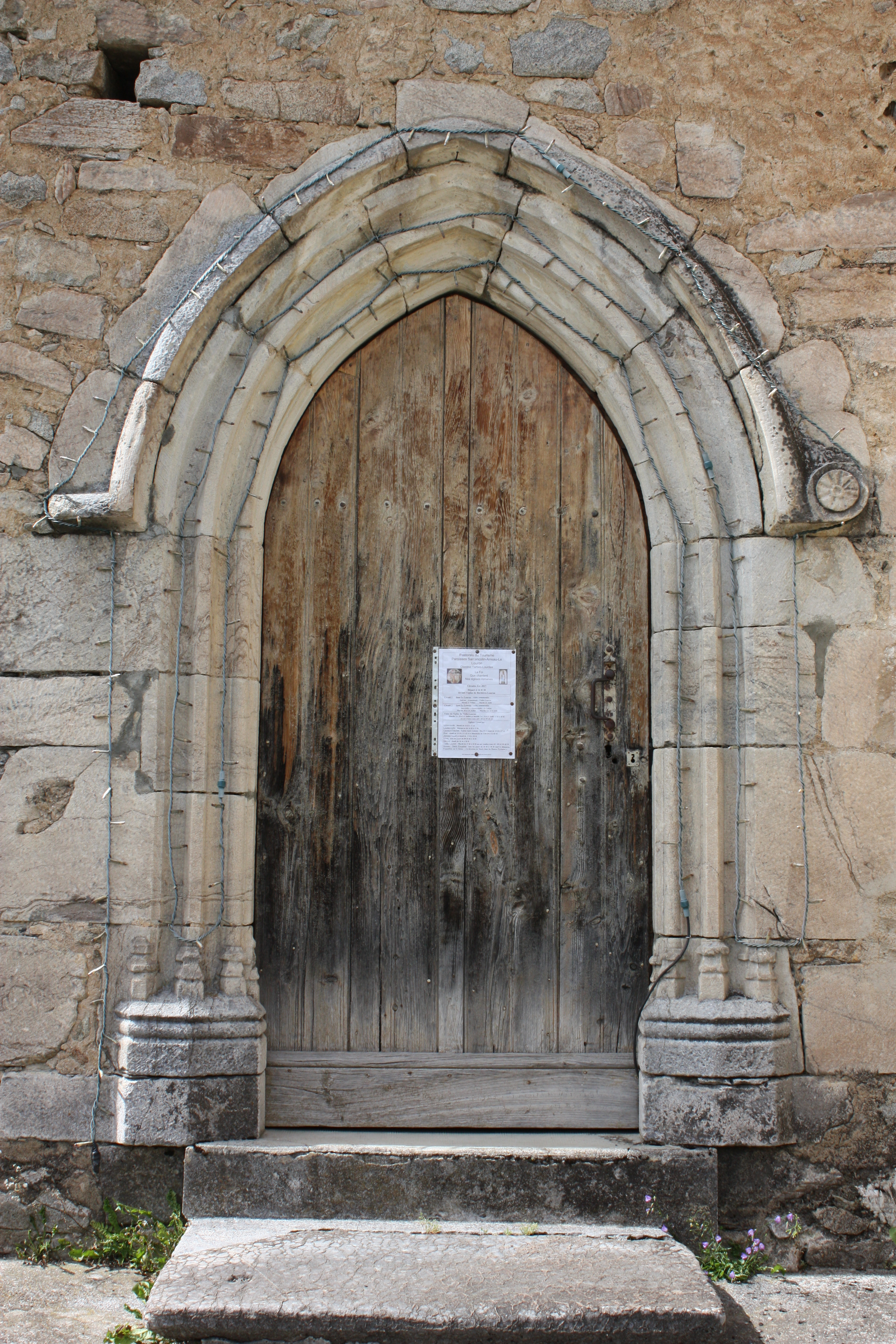
Eingangsportal

## Wirtschaft und Infrastruktur
Lançon liegt in den Zonen AOC der Schweinerasse Porc noir de Bigorre und des Schinkens Jambon noir de Bigorre.

### Verkehr
Lançon ist erreichbar über die Routes départementales 25 und 219.